# Aequidicium
Aequidicium (łac. brzmiące jednakowo) – gatunek literacki przez starożytne i renesanowe poetyki zaliczany do literatury kunsztownej, w którym wszystkie wyrazy utworu zaczynają się od tej samej litery. Występuje przede wszystkim w literaturze łacińskiej, współcześnie funkcjonuje głównie jako żart literacki.